# Justus Wilhelm Breithaupt
Justus Wilhelm Breithaupt (* 27. August 1809 in Pritzwalk; † 1903) war ein deutscher Richter und Politiker.

## Leben
Breithaupt studierte Rechtswissenschaften und wurde 1837 Assessor am Kammergericht. Ab 1838 war er Richter am Land- und Stadtgericht Finsterwalde und wurde 1844 zum Justizrat ernannt. Ab 1846 war er Direktor am Land- und Stadtgericht Wittstock und ab 1849 Direktor am Kreisgericht Wittstock. Im Jahr 1852 wurde er in gleicher Funktion an das Kreisgericht Erfurt versetzt. Danach war er ab 1863 Präsident des Stadtgerichts Berlin. 1867 wurde er zum Ersten Präsidenten des Appellationsgerichts Marienwerder befördert. 1874 wechselte er in gleicher Funktion an das Appellationsgericht Naumburg. Ab 1879 bis zu seinem Tod war er Oberlandesgerichtspräsident am Oberlandesgericht Naumburg.
Von 1849 bis 1858 gehörte er dem Preußischen Abgeordnetenhaus an. Er wurde jeweils im Wahlkreis Ruppin-Templin (Potsdam 2) gewählt und wurde zur parlamentarischen Rechten gezählt (Fraktion Carl, später Büchtemann).
Er wurde 1881 zum Dr. jur. h.c. promoviert und erhielt 1883 den Titel eines Wirklichen Geheimen Oberjustizrats und 1885 den Titel Wirklicher Geheimer Rat.